# Lee Kwang-jin
Đây là một tên người Triều Tiên, họ là Lee.
Lee Kwang-Jin (tiếng Hàn: 이광진; sinh ngày 23 tháng 7 năm 1991) là một cầu thủ bóng đá Hàn Quốc thi đấu ở vị trí tiền vệ cho Suwon FC ở K League Classic.

## Sự nghiệp
Anh gia nhập FC Seoul năm 2010. but didn't make any appearance ở FC Seoul.
Anh chuyển đến Daejeon Citizen sau quãng thời gian cho mượn thành công với Gwangju FC.